# Przystawka do gwintowania
Przystawka do gwintowania – urządzenie mechaniczne przeznaczone do nacinania i wygniatania gwintów. Gwintowniki montowane są w uchwycie mocującym w dolnej części urządzenia, które może być montowane na obrabiarkach do metalu (np. wiertarkach lub frezarkach konwencjonalnych. Przystawką można nacinać gwinty wewnętrzne. Urządzenie posiada wbudowane regulowane sprzęgło przeciążeniowe, które zabezpiecza gwint oraz gwintownik przed uszkodzeniem, kompensację osiową oraz automatyczną zmianę kierunków obrotów. Ta ostatnia pozwala na gwintowanie na wiertarkach i frezarkach, które nie posiadają funkcji gwintowania. W momencie gdy operator cofa dźwignię posuwu następuje automatyczna i łagodna zmiana kierunków obrotu gwintownika, co pozwala na wyprowadzenie go z otworu. Głowice stosuje się zazwyczaj przy masowej produkcji gwintów przelotowych i nieprzelotowych. Głowice do gwintowania posiadają wymienne tulejki zaciskowe, które pozwalają na montowanie gwintowników o różnych średnicach roboczych. Przystawki pozwalają wykonywanie gwintów metrycznych oraz calowych odpowiadających im rozmiarowi metrycznemu średnicy narzędzia. Posuw przenoszony jest za pomocą dźwigni obrabiarki a wbudowana kompensacja osiowa zapewnia prawidłowe nacięcie gwintu (tj. o zadanym skoku). 

## Podział
Ze względu na zakres pracy przystawki dzielimy na:
- przystawki o zakresie M2-M7
- przystawki o zakresie M4-M12
- głowice o zakresie M8-M20[2]

Ze względu na stożki mocujące:
- ze stożkiem Morse’a 1
- ze stożkiem Morse’a 2
- ze stożkiem Morse’a 3
- ze stożkiem Morse’a 4